# Operclipygus bidessois
Operclipygus bidessois är en skalbaggsart som först beskrevs av Sylvain Auguste de Marseul 1889.  Operclipygus bidessois ingår i släktet Operclipygus och familjen stumpbaggar. Inga underarter finns listade i Catalogue of Life.